# Zwiahel-750 Nowogród Wołyński
Zwiahel-750 Nowogród Wołyński (ukr. Футбольний клуб «Звягель-750» Новоград-Волинський, Futbolnyj Kłub "Zwiahel-750" Nowohrad-Wołynśkyj) – ukraiński klub piłkarski z siedzibą w Nowogrodzie Wołyńskim, w obwodzie żytomierskim.

## Historia
Chronologia nazw:
- 19??—199?: Awanhard Nowogród Wołyński (ukr. «Авангард» Новоград-Волинський)
- 2007—...: Zwiahel-750 Nowogród Wołyński (ukr. «Звягель-750» Новоград-Волинський)

Drużyna piłkarska Awanhard Nowogród Wołyński została założona w Nowogrodzie Wołyńskim w XX wieku. Występowała w amatorskich rozgrywkach mistrzostw i Pucharu obwodu żytomierskiego. W latach 90. XX wieku klub został rozwiązany.
Dopiero w 2007 z okazji 750-lecia miasta Nowogród Wołyński przez miejscowego mecenasa Wasyla Hordijczuka klub został odrodzony i otrzymał nazwę  Zwiahel-750 Nowogród Wołyński. W 2010 zespół debiutował w rozgrywkach Mistrzostwach Ukraińskiej SRR spośród drużyn amatorskich, w której zdobył wicemistrzostwo. Również zdobył pierwsze swoje mistrzostwo w obwodzie żytomierskim. W 2011 miejska włada stworzyła swój klub, do którego przeniosła się większość piłkarzy Zwiahela, tak jak otrzymali lepszą ofertę finansową. Ale Zwiahel-750 potrafił zdołać trudności i z nowymi piłkarzami nadal występował rozgrywkach piłkarskich. W 2011 startował w rozgrywkach Pucharu Ukrainy spośród drużyn amatorskich. 

## Sukcesy
- Amatorska Liha:
  - wicemistrzostwo: 2010
- Puchar Ukrainy spośród drużyn amatorskich:
  - 1/8 finału: 2011
- Mistrzostwa obwodu żytomierskiego:
  - mistrz: 2010
  - wicemistrz: 2009
- Superpuchar obwodu żytomierskiego:
  - zdobywca: 2010

## Znani piłkarze
- Serhij Krułykowski